# Camp de les Corts
El Camp de les Corts fou l'estadi del FC Barcelona entre els anys 1922 i 1957, quan es va inaugurar el Camp Nou. Es trobava a l'illa delimitada pels carrers de Numància, travessera de les Corts, Vallespir i Marquès de Sentmenat, i va ser testimoni de molts dels grans èxits del club blaugrana però també d'episodis i períodes difícils. Finalment, fou enderrocat el 1966 i en el solar s'hi construiren blocs de pisos.

## Història

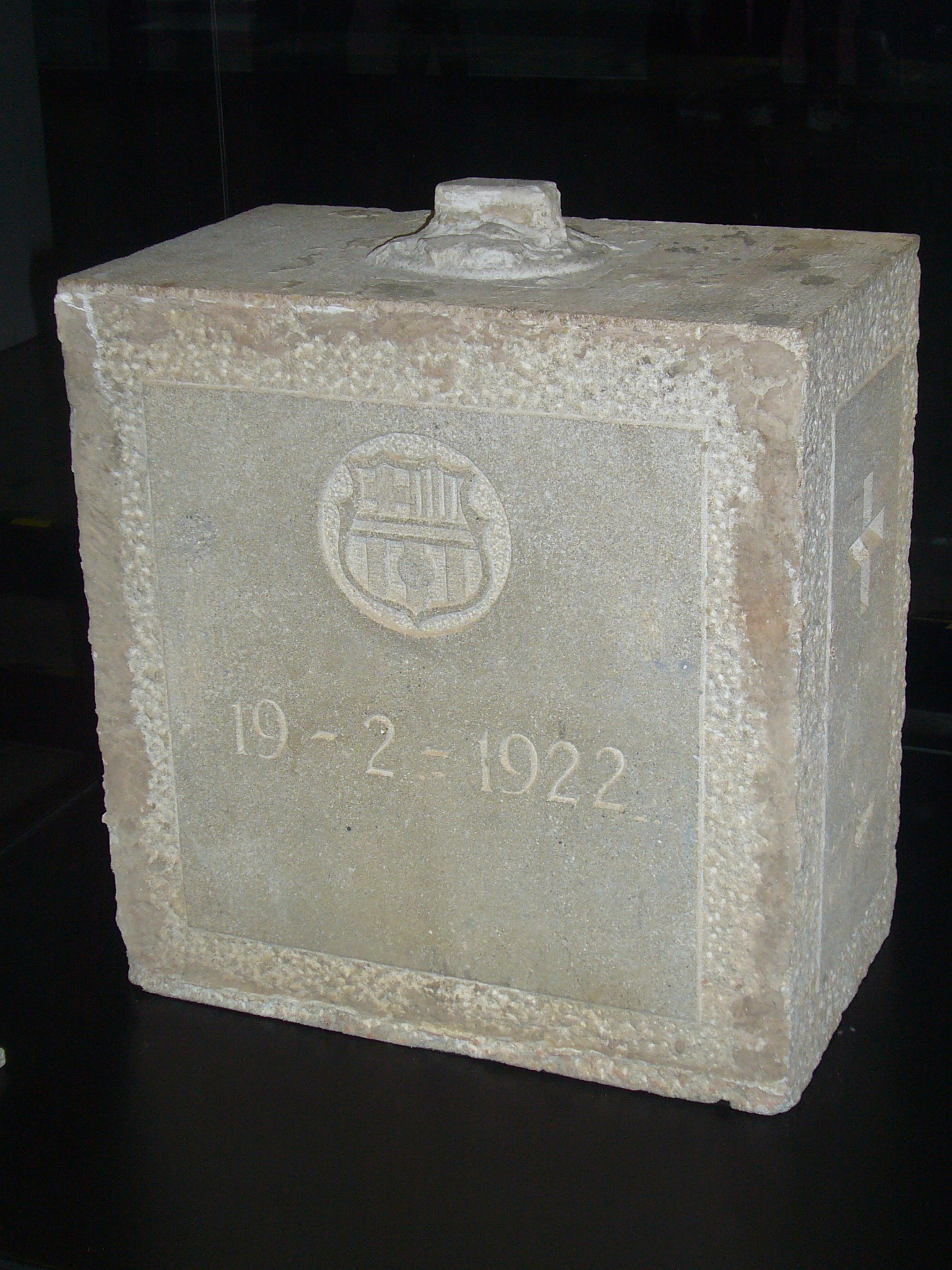
Primera pedra del Camp de les Corts (19/02/1922), al Museu del FC Barcelona

### Els inicis
Gràcies a l'aportació de jugadors com Samitier, Alcàntara, Zamora, Sagi, Piera i Sancho, el 1919 es va iniciar un període gloriós per al club, anomenat «l'edat d'or». L'antic camp del carrer Indústria havia quedat petit, i calia un de més gran i modern. En una assemblea celebra el 27 de juny del 1920, el president Ricard Graells va proposar la idea de comprar un terreny per a construir-hi un camp propi. El 8 de desembre de 1921, tingué lloc una assemblea extraordinària presidida per Joan Gamper, en què s'aprovà la compra dels terrenys i la construcció del camp, i el 18 de febrer del 1922, Gamper signà la compra i l’endemà mateix, en un acte multitudinari, s'hi col·locà la primera pedra.
El projecte fou obra dels arquitectes Jaume Mestres i Josep Alemany i Juvé i va ser construït en el temps rècord de tres mesos. La inauguració tingué lloc el 20 de maig del 1922, amb l'assistència del president de la Mancomunitat, Josep Puig i Cadafalch, el governador civil, el capità general i l’alcalde de Barcelona, Ferran Fabra i Puig, marquès d’Alella, que fou l’encarregat d’efectuar el servei d’honor. S'enfrontaren el Barça i l'equip escocès del Saint Mirren, i el partit acabà amb victòria blaugrana per 2-1. L'alineació inicial del Barça fou Zamora, Planas, Surroca, Torralba, Sancho, Samitier, Piera, Martínez, Gràcia, Alcàntara i Sagi, i el primer gol fou de l'escocès Birrel en pròpia porta i el segon d'Alcàntara.
La tribuna, de 60 m de longitud, tenia una capacitat per a 1.500 persones i el terreny de joc feia 101 × 62 m. L'aforament inicial li permetia acollir 25.000 espectadors (30.000 a la fi dels treballs). Uns anys després, el 1926, fou ampliat fins a assolir una capacitat de 45.000 persones. Era considerat un dels millors d’Europa i des del primer moment fou qualificat com «la catedral del futbol català».
El Barça començà ràpidament a assolir nous èxits en el seu nou terreny: el campionat català, consecutivament des de 1923-24 a 1927-28, i el campionat d'Espanya el 1924-25, 1925-26 i 1927-28. Finalment, coronant un decenni històric per a l'entitat, el club hi guanyà la primera Lliga de la història del futbol espanyol, el 1928-29. El club esdevingué un dels símbols del catalanisme, i el Camp de les Corts un dels principals llocs d'expressió d'aquest sentiment.
El Camp de les Corts fou l'escollit per acollir la final de la Copa d'Espanya que el 13 de maig de 1923 enfrontà l'Athletic de Bilbao i el C.E. Europa amb victòria dels biscaïns sobre els graciencs per 1-0.

### L'incident de laMarxa Reiali els temps difícils
El Barça continuava sent el símbol de la resistència catalana contra el poder central, sobretot sota la dictadura del general Miguel Primo de Rivera (1923-1930). Els temps eren aleshores difícils per a qualsevol expressió de catalanitat. El dia 14 de juny de 1925, el Camp de les Corts és escenari i testimoni d'un episodi que ha passat a la història del club.
El club havia organitzat un partit contra el CE Júpiter en homenatge a l'Orfeó Català. Inicialment l'autoritat governativa no va concedir el permís i això va provocar que el dia del matx una gran quantitat d'aficionats i catalanistes es concentressin a les Corts. Finalment concedida l'autorització prèvia, i abans de començar el matx amb el públic a les graderies, la banda de música de la Brittish Royal Marine (ancorada aquells dies al port de Barcelona) va interpretar els himnes espanyol i britànic. El públic va xiular sorollosament mentre sonava la Marxa Reial i, ben al contrari, va aplaudir el God Save the King britànic. L'autoritat governativa, enfurida per l'incident, no trigà a reaccionar contra el club i en represàlia pels fets, el Camp de les Corts fou clausurat per a una durada de sis mesos, que finalment fou reduïda a tres. El president Joan Gamper va presentar la dimissió.
En l'aspecte esportiu, malgrat els seus millors jugadors (Ventolrà, Raich, Escolà, entre altres), els problemes financers del club li impedeixen guanyar títols nacionals durant els anys trenta, tot i que guanya sis vegades el campionat català.
La Guerra civil espanyola no arregla, evidentment, res les coses per al Barça. Un mes després de l'inici dels combats, els homes del sublevat Franco assassinen el president del club, Josep Sunyol. L'equip, de gira per Amèrica, és perdonat, però la meitat dels jugadors s'exilien
. Després, la seu del club és bombardejada el 16 de març de 1938. Amb la caiguda de Barcelona el mateix any, el Barça, símbol del catalanisme, coneix els pitjors anys. El president Enric Piñeyro, designat el 1940, i proper del poder franquista, hispanitza el nom del club, Club de Fútbol Barcelona, i modifica l'escut del club, on els quatre pals vermells de la bandera de Catalunya són reduïts a dos pals, en un intent d'imitar la bandera espanyola.

### Les cinc copes i la fi de les Corts

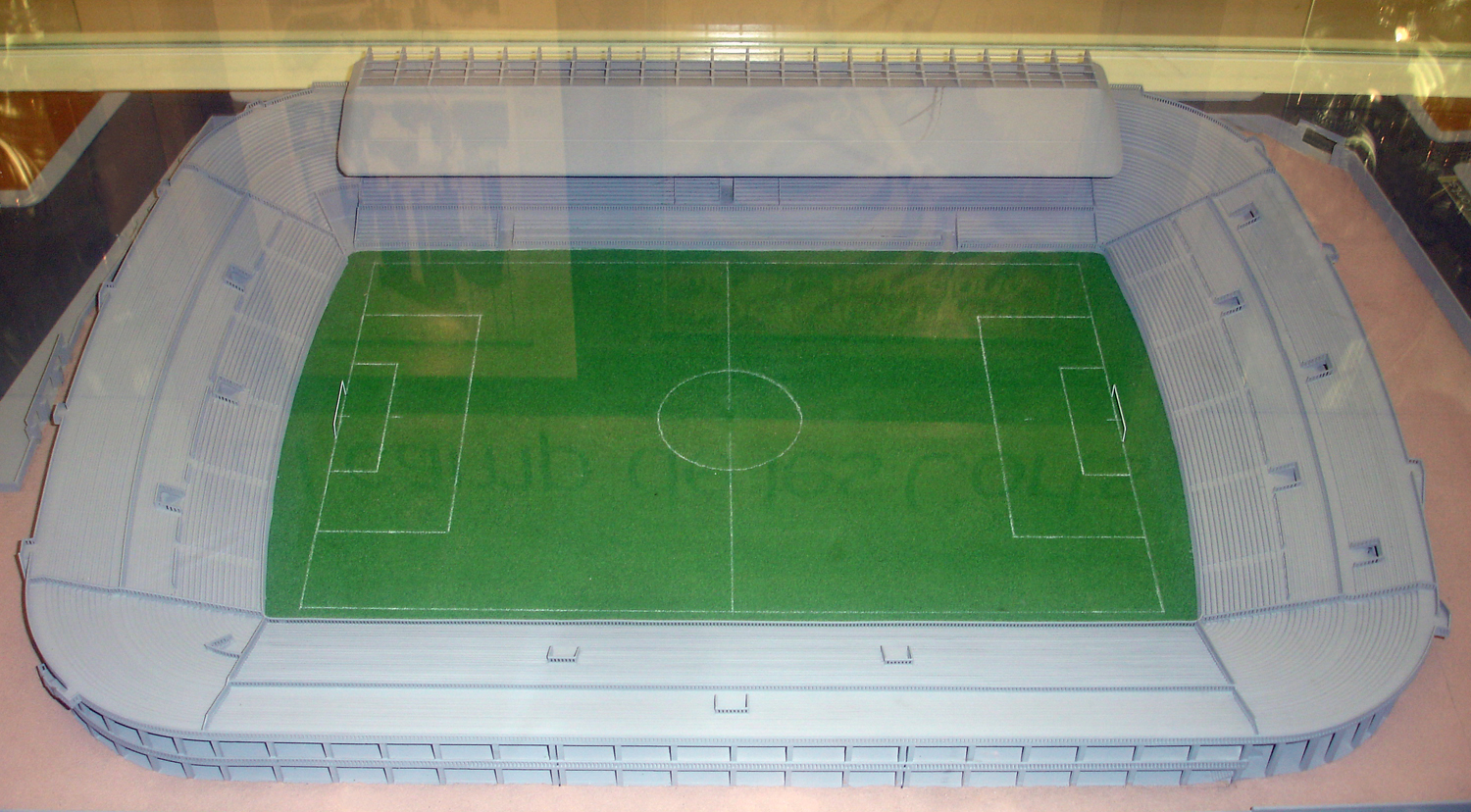
Maqueta del camp de les Corts al museu del FC Barcelona

Als anys quaranta, el FC Barcelona evita ser relegat a la segona divisió el 1942, però salva la seva temporada en emportar la Copa d'Espanya contra l'Athletic Club (4-3). A poc a poc l'equip es va refent, guanyant la Lliga el 1944-45, 1947-48 i 1948-49, balanç al qual cal afegir la Copa Llatina de 1949, contra l'Sporting de Lisboa. El camp de les Corts fou seu d'aquesta nova competició. S'hi va disputar una semifinal i el partit pel tercer i quart lloc. El Barça de l'època no té gaire competidors al seu nivell: César, Basora, Velasco, Curta, els germans Gonzalvo, Seguer, Biosca i Ramallets constitueixen l'ossada de l'equip, i el cinquantè aniversari és celebrat amb alegria, amb un escut sobre el qual la bandera catalana és finalment restablerta.
L'arribada de Ladislau Kubala el 1950, fitxat pel president Agustí Montal i Galobart aconsellat per Samitier, és per si sola una nova empenta pel Barça. Entre 1951 i 1953, el club efectua un recorregut històric, guanyant tots els títols espanyols possibles: la Lliga el 1951-52 i el 1952-53 i la Copa d'Espanya el 1951, 1952 i 1953. A més el Barça aconsegueix un total de cinc competicions diferents, ja que a més de la Lliga i de la copa d'Espanya, els seus jugadors s'emporten la Copa Llatina contra l'AC Milan, el 1952, la Copa Eva Duarte de Perón (supercopa d'Espanya), i el Trofeu Martini & Rossi. Aquest llegendari equip és conegut com el Barça de les Cinc Copes amb Basora, César, Kubala, Moreno i Manchón, entre d'altres.
Però per a una entitat amb renom i per a un club molt popular, el camp de Les Corts comença a ser massa petit, malgrat la seva capacitat augmentada a 60.000 espectadors. El 14 de novembre de 1950 el president Agustí Montal i Galobart va obtenir l'acord favorable d'una assemblea de compromissaris per comprar uns nous terrenys a l'extrem de la Travessera de les Corts, propers al Cementeri i la Maternitat, on posteriorment es construiria el Camp Nou. Cal recordar que Reial Madrid havia inaugurat al desembre de 1947 el que després es coneixeria com a Estadi Santiago Bernabéu.
La compra oficial dels terrenys s'ajornà tres anys, i encara en passaria mig més fins que el 28 de març de 1954 es procedís a iniciar les obres. Francesc Miró-Sans, que succeeix Enric Martí Carreto com a president, decidí fer construir el nou estadi. Una comitiva de 60.000 persones, presidides per Miró-Sans, van fer el recorregut des del Camp de Les Corts fins a La Masia, a l'ombra de la qual, va celebrar-se la cerimònia de la col·locació de la primera pedra, revestida de solemnitat. Tres anys després, el 24 de setembre de 1957, festa de La Mercè, la junta d'en Miró-Sans inaugurava el Camp Nou amb una capacitat de 90.000 persones. El camp de les Corts va tancar immediatament per ser enderrocat, i en el seu lloc es van construir dos grans blocs d'habitatges: un a la Travessera de les Corts amb una façana "en forma de serra", projectat per Josep Soteras, probablement amb col·laboració de J.A. Coderch, i un segon més convencional al carrer Numància, de Francesc Mitjans i Josep Soteras. També es deixà espai per a instal·lacions esportives i el jardins de Can Cuiàs.

## Partits d'homenatge
- 17 de juny de 1923: Vicen Martinez (1915-1923). FC Barcelona 2 - Sabadell 1.
- 19 de juny de 1927: Francesc Vinyals (1914-1926) i Ramon Bruguera (1920-1926). FC Barcelona 5 Sants 2.
- 3 de juliol de 1927: Pauli Alcántara (1912-1916 i 1918-1927). FC Barcelona 1 Selecció espanyola 2. El pilot aviador i periodista esportiu Josep Canudas llançà la pilota des del seu aeroplà al mig del camp en els prolegòmens del partit.
- 17 de juny de 1928: Agusti Sancho (1917-1922 i 1923-1928). FC Barcelona 3 - Europa 5.
- 1 de juliol de 1928: Ramón Torralba (1913-1928). FC Barcelona 3 Sants 1.
- 1 de gener de 1929: Domènec Carulla (1922-1930). FC Barcelona 2 Racing del Ferrol 7..
- 12 de maig de 1929: Lluís Bru (1915-1921). FC Barcelona 2 Selecció Espanyol-Europa 1.
- 9 de juny de 1930: Patrici Arnau (1924-1934). FC Barcelona 3 - València
- 5 de juny de 1932: Armand Martínez Sagi (1919-1925). FC Barcelona 3 - Celta O. Partit corresponent a l'anada de la semifinal del Campionat d'Espanya.
- 2 de febrer de 1933: Vicenç Piera (1920-1933). FC Barcelona 2 - Selecció Athletic de Bilbao-Espanyol-València 3. Aquest partit contà amb l'assistència del president de la Generalitat, Francesc Macià.
- 19 de gener de 1936: Josep Samitier (1919-1932), Organitzat per la Federació Catalana de Futbol: Selecció de Barcelona 1 - Sidenice (Txecoslovàquia) 1.
- 7 de setembre de 1941: Joan Josep Nogués (1929-35 i 1939-41). FC Barcelona 5 - València 3.
- 26 de desembre de 1943: Antoni Franco (1934-1944). FC Barcelona 4 - Reial Madrid 0.
- 24 de desembre de 1944: Josep Escolà (1934-1937 i 1940-1949). FC Barcelona 4 - Sabadell 1.
- 16 de setembre de 1945: Josep Raich (1934-1938 1 1940-1945). FC Barcelona 2 - València 5.
- 12 de juny de 1949: Josep Escolà (1934-1937 i 1940-1949). Es jugaren dos partits: Veterans del FC Barcelona del 1942 4 - Combinat FC Barcelona (professionals i aficionats) 3 i FC Barcelona 3 - Porto 1.
- 28 de maig de 1950: (Josep) Gonzalvo II (1944-1950). FC Barcelona 6 Toulouse 3.
- 3 de juny de 1951: Partit homenatge al FC Barcelona per haver-se proclamat campió d'Espanya i a benefici de César Rodríguez (1942-1955).FC Barcelona 5 - Hull City 3.
- 15 de juny de 1952: Ramon Lorens (1925-196). FC Barcelona 8 . Olympique de Niça 2.
- 6 de setembre de 1955: Josep Puig "Curta" (1942-1951). FC Barcelona 2 - Austria Viena 1.
- 5 de maig de 1957: Juan Zambudio Velasco (1942-1954). FC Barcelona 4 - Saarbrucken 1.
- 10 de setembre de 1958: César Rodriguez (1942-55). FC Barcelona 3 Elx 2. César era aleshores jugador i entrenador de l'equip il licità.[11]